# Salvaterra de Tormes
Salvaterra de Tormes é um município espanhol na província de Salamanca, comunidade autónoma de Castela e Leão, de área 34,67 km² com população de 78 habitantes (2007) e densidade populacional de 1,95 hab/km². Integra-se na comarca de Guijuelo e na subcomarca de Salvaterra. Pertence ao partido judicial de Béjar. O seu termo municipal compõe-se apenas da localidade de Salvaterra, e a maior parte do seu casco urbano encontra-se expropriado pela Confederação Hidrográfica do Douro desde meados do século XX devido à previsão de que ficasse completamente submersa pela barragem de Santa Teresa.

## Demografia
| Variação demográfica do município entre 1991 e 2004 | Variação demográfica do município entre 1991 e 2004 | Variação demográfica do município entre 1991 e 2004 | Variação demográfica do município entre 1991 e 2004 |
| --------------------------------------------------- | --------------------------------------------------- | --------------------------------------------------- | --------------------------------------------------- |
| 1991                                                | 1996                                                | 2001                                                | 2004                                                |
| 75                                                  | 64                                                  | 68                                                  | 67                                                  |